# Numb3rs
Numb3rs è una serie televisiva statunitense prodotta dai fratelli Ridley e Tony Scott.
Il telefilm è incentrato sull'agente speciale dell'FBI Don Eppes (Rob Morrow) e sul suo giovane fratello Charlie Eppes (David Krumholtz), genio matematico che aiuta Don a risolvere i suoi casi. È ambientato a Los Angeles.
La serie è stata creata da Nicolas Falacci e Cheryl Heuton, prodotta dalla Paramount Network Television e trasmessa dalla rete CBS a partire dal 23 gennaio 2005. In Italia è trasmessa dalla rete satellitare Fox Crime e, inoltre, dalla rete terrestre Rai 2 (che l'ha inizialmente sospesa dopo quattro episodi per bassi ascolti per poi riprendere la programmazione successivamente).
Il 18 maggio 2010, la CBS ha ufficialmente cancellato la serie dai palinsesti al termine della sesta stagione.
Numb3rs ha vinto numerosi premi, tra cui il premio Carl Sagan per la comprensione pubblica della scienza nel 2006, e il National Science Board's Public Service Award nel 2007.

## Trama
Ogni episodio inizia con lo svolgersi di un crimine, su cui deve indagare la squadra dell'FBI guidata da Don Eppes. Egli, trovandosi in difficoltà, chiede la collaborazione del fratello Charlie, genio della matematica e professore universitario di fama mondiale. I particolari messi alla luce dal lavoro matematico di Charlie sono sempre in qualche modo cruciali per risolvere i casi.
Collaborano all'indagine altri personaggi, alcuni colleghi di Don, tra cui Terry Lake (prima stagione), una criminal profiler, altri di Charlie, tra cui Amita Ramanujan, una giovane e brillante dottoranda in matematica, che Charlie sta aiutando con la tesi e di cui poi si innamorerà, e Larry Fleinhardt, un professore di astrofisica suo collega con la testa spesso tra le nuvole.

## Personaggi

### Charlie Eppes
Charles Edward "Charlie" Eppes (stagioni 1-6), interpretato da David Krumholtz, doppiato da Francesco Pezzulli (stagioni 1-3) e da Emiliano Coltorti (stagioni 4-6). Genio della matematica e professore universitario, utilizza tale scienza e le discipline a essa collegate per risolvere casi per conto dell'FBI, dove lavora il fratello Don Eppes. In un episodio della prima stagione il padre, parlando con l'agente dell'FBI Terry Lake, spiega che all'età di tre anni Charlie riusciva già a fare calcoli veloci con numeri di quattro cifre. Da quel momento fu chiaro il genio di Charlie. Appassionato di matematica, si diploma nello stesso giorno del fratello. Frequenta Princeton e diventa così professore universitario di fama nazionale. Vince numerosi premi e si applica in teorie irrisolte, sebbene come lui stesso capisce, non voglia "rovinarsi la vita cercando soluzioni che forse non esistono". Alla morte della madre, si rinchiude in sé stesso e tenta di risolvere il problema di complessità P contro NP, tuttora irrisolto. Ha un rapporto speciale con il fratello. Come spesso dice il padre, Charlie è ancora in cerca dell'approvazione del fratello maggiore, al quale vuole far capire quanto vale. Charlie riesce a stare ore su un problema senza parlare con nessuno e isolandosi da tutti. Inoltre rimane visibilmente turbato quando non riesce a trovare la soluzione per qualcosa e a volte non mancano scatti di rabbia o nervosismo. In realtà è una persona molto simpatica e amichevole, piena di sentimenti. Durante la serie avrà inoltre una relazione con Amita, che è innamorata di lui dalla prima stagione.

### Don Eppes
Don Eppes è il co-protagonista della serie, insieme al fratello Charlie. È interpretato dall'attore statunitense Rob Morrow e nella versione italiana è doppiato da Antonio Sanna. Agente speciale dell'FBI di Los Angeles, si rivolge spesso al fratello minore Charlie per risolvere i casi più complicati. Viste le grandi doti intellettive del fratello, al liceo i due hanno frequentato la stessa classe e si sono diplomati lo stesso giorno: se a Charlie risultava difficile vivere tra ragazzi molto più grandi di lui, per Don frequentare la scuola insieme al fratello minore era altrettanto difficile. Nonostante le difficoltà in età giovanile, dovute anche all'invidia e alla gelosia tra i due fratelli, ha una grande stima di Charlie e delle sue capacità matematiche, di cui spesso rimane impressionato. Da alcuni accenni si intuisce aver avuto in precedenza una relazione con l'agente dell'FBI Terry Lake, ora sua collega. Al liceo ha giocato a baseball ad alti livelli; in seguito ha abbandonato la carriera sportiva per dedicarsi interamente all'accademia dell'FBI.

### Alan Eppes
Alan Eppes è il padre dei protagonisti della serie. È interpretato dall'attore americano Judd Hirsch, doppiato nella versione italiana da Gil Baroni. Alan è il padre di Don e Charlie. Don è un agente dell'FBI di Los Angeles e Charlie è il fratello genio in matematica. Alan ha lavorato tutta la vita per il comune di Los Angeles, nel settore delle costruzioni, e con i suoi consigli è spesso d'aiuto ai due figli. Vedovo da poco prima dell'inizio della prima serie accoglie in casa Don che a seguito del lutto rientra nella sede di Los Angeles. La casa diventa uno dei punti fermi, dove spesso il trio si ritrova alla fine degli episodi. Dalla terza serie avrà una relazione con la Dr. Mildred ("Millie") Finch.

### Larry Fleinhardt
Larry Fleinhardt (stagioni 1-6, interpretato da Peter MacNicol, doppiato da Gianni Giuliano) è un docente di matematica e fisica che insegna al CalSci (California Scientific) Institute di Los Angeles. È stato prima docente di Charlie Eppes e poi, dopo che anche quest'ultimo ha ottenuto la cattedra di professore, è diventato suo grande amico e collaboratore.Per un certo periodo ha una relazione con Megan Reeves. Larry durante la quarta stagione subisce un trauma quando la sua ragazza durante un'indagine dell'FBI viene rapita e tenuta in ostaggio rischiando per poco la morte. Il trauma passerà soltanto dopo che Larry, nel mezzo di una crisi di personalità, andrà per mesi nello spazio, tornando felice di poter riabbracciare le cose materiali. È sempre rimasto un personaggio ambiguo, a favore del lavoro di squadra, ma che per primo preferisce la solitudine ed è protagonista non poche volte di "crisi mistiche" che lo mettono davanti a un bivio di decisioni sempre drastiche.

### Comprimari
- Amita Ramanujan (stagioni 1-6), interpretata da Navi Rawat, doppiata da Domitilla D'Amico.
È prima laureanda, poi vera e propria matematica e consulente dell'FBI. Il nome del personaggio deriva probabilmente da quello del matematico indiano realmente esistito Srinivasa Ramanujan. È di origini indiane ma vive in California da quando era molto piccola e da allora non è più tornata in India. Ha una relazione con Charlie Eppes, che era il suo relatore per la tesi.
- Megan Reeves (stagioni 2-4), interpretata da Diane Farr, doppiata da Silvia Tognoloni.
È un agente dell'FBI, è esperta nel elaborare i profili dei criminali ed è l'agente più anziana della squadra dopo Don, infatti in sua assenza è lei a dirigere le operazioni. Ha avuto una relazione con Lerry Fleinhardt. Lascia l'FBI alla fine della quarta stagione, perché non era più convinta di voler fare l'agente dell'FBI per il resto della sua vita.
- David Sinclair (stagioni 1-6), interpretato da Alimi Ballard, doppiato da Corrado Conforti.
È un agente dell'FBI. È cresciuto in una famiglia povera e ha passato la sua gioventù a tenersi fuori dalle strade finché non si è arruolato nell'FBI. È molto amico di Colby Granger, anche se il loro rapporto viene messo a dura prova quando scopre che Colby lavorava sotto copertura per scoprire una talpa nell'FBI.
- Colby Granger (stagioni 2-6), interpretato da Dylan Bruno, doppiato da Stefano Crescentini.
È un agente dell'FBI. Lavorava sotto copertura per cercare una talpa nell'FBI quando la sua missione finisce entra a far parte della squadra di Don a tutti gli effetti.
- Liz Warner (stagioni 3-6), interpretata da Aya Sumika, doppiata da Claudia Catani.
È un'agente dell'FBI. Ha avuto una relazione con Don Eppes.
- Nikki Betancourt (stagioni 5-6), interpretata da Sophina Brown, doppiata da Laura Latini.
È un'agente dell'FBI. Prende il posto di Megan Reeves nella squadra di Don all'inizio della quinta stagione. Prima di entrare nell'FBI lavorava nella polizia.

### Guest star
Nella serie appaiono inoltre alcuni personaggi secondari, specialmente altri agenti o criminali:
- Lou Diamond Phillips è l'agente speciale dell FBI Ian Edgerton.
- Will Patton è Gary Walker, tenente della Polizia
- Sarah Wayne Callies è Kim, ex fidanzata di Don e agente dell'FBI.
- Joseph Gordon-Levitt appare nell'episodio "L'angelo della vendetta" della prima stagione.
- Neil Patrick Harris appare nel quinto episodio della prima stagione "L'ipotesi di Riemann"-
- Jeff Perry appare in "La truffa del secolo" nella seconda stagione.
- Kate Burton appare in "Antico reperto" nella seconda stagione.
- Blake Bashoff appare in "Inferno sulla terra" nella seconda stagione.
- Buzz Aldrin Nell'episodio 11 "Buon viaggio Larry" della terza serie appare come se stesso intento ad accompagnare uno dei protagonisti alla NASA per partecipare a una missione spaziale.
- Val Kilmer appare come la spia Mason Lancer nell'episodio "La stanza degli specchi" della quarta stagione.
- Enrico Colantoni appare come il sequestratore pedinato di Sinclair nell'episodio "La stanza cinese" della quarta stagione.
- Christopher Lloyd appare come il disegnatore di fumetti nell'episodio "Ultraworld" della quarta stagione.
- Wil Wheaton appare come Miles Sklar nell'episodio "Ultraworld" della quarta stagione.
- Joe Morton appare come il giornalista Peter Lange nell'episodio "Ultraworld" della quarta stagione.
- Henry Winkler appare come agente dell'FBI Roger Bloom negli episodi "Il camaleonte" e "Greatest Hits" della quinta stagione e nell'episodio "Old Soldiers" della sesta.
- Jordan Farmar e Pau Gasol appaiono nei panni di loro stessi nell'episodio: "Nel braccio della morte" della quinta stagione.
- Dianna Agron appare come la fidanzata di un ricercato dell'FBI nell'episodio "Il Camaleonte"
- David Gallagher è Buck Winters, ricercato dall'FBI per rapina ed omicidio, negli episodi "Le strade del destino" e "L'ostaggio" della terza stagione, e nell'episodio "Entropia" della quinta stagione.
- Sharif Atkins è Clay Porter, un ex marine ricercato dall'FBI per omicidio, negli episodi "Tredici" e "La guerra sporca" della quarta stagione.
- Colin Hanks è Marshall Penfield, un matematico vecchio rivale di Charlie, nell'episodio "La rapina" della seconda stagione, e nell'episodio "Rivalità" della quinta stagione.
- Chris Bruno è Tim King, agente della SWAT nell'episodio "La stanza cinese" della quarta stagione e nell'episodio "Il dirottamento" della quinta stagione.
- Sarah Drew è Piper St.John, una delle complici dell'uomo che ha rapito Amita nell'episodio "Il nodo del diavolo" della quinta stagione.
- Bill Nye è il Professor Waldy del Dipartimento di Ingegneria - Laboratorio di Combustione, nell'episodio "Inferno sulla terra" della seconda stagione. Presente anche nella terza stagione ep. 8 "Baseball", quarta stagione ep. 15 "La guerra sporca".

## Episodi
| Stagione         | Episodi | Prima TV originale | Prima TV Italia |
| ---------------- | ------- | ------------------ | --------------- |
| Prima stagione   | 13      | 2005               | 2006-2007       |
| Seconda stagione | 24      | 2005-2006          | 2007            |
| Terza stagione   | 24      | 2006-2007          | 2008            |
| Quarta stagione  | 18      | 2007-2008          | 2009            |
| Quinta stagione  | 23      | 2008-2009          | 2010            |
| Sesta stagione   | 16      | 2009-2010          | 2011            |

## Rappresentazione della matematica
Molti matematici hanno lavorato come consulenti per ogni episodio. La serie presenta molti aspetti della matematica attuale. Esperti di matematica hanno affermato che le equazioni usate nel telefilm sono valide e applicabili Comunque, almeno un consulente ha espresso preoccupazione riguardo all'uso della matematica, ritenendo che venga inserita secondariamente dopo la stesura del copione solo per dare una parvenza di plausibilità al gergo tecnico, invece di essere coinvolta a ogni grado dello sviluppo della storia. Altre critiche riguardano la rappresentazione delle matematiche donne, specie per degli aspetti ritenuti inappropriati nella relazione tra Charlie Eppes e la sua studentessa dottoranda Amita Ramanujan.
I produttori della versione originale in lingua inglese hanno tenuto in molta cura l'esattezza della terminologia matematica, e questo ha creato problemi tecnici nella realizzazione del doppiaggio italiano, vista la difficoltà di mantenere la compatibilità con i movimenti labiali. In alcuni casi questa compatibilità è stata preferita alla precisione della terminologia in lingua italiana. Mentre nei primi episodi le applicazioni matematiche ai casi investigativi erano sufficientemente verosimili, anche se un po' esagerate, con l'andar del tempo, in molti episodi successivi, la matematica e la fisica appaiono solo in modo secondario o fantasioso e non vengono usate per risolvere il caso.
Per aiutare l'FBI, Charlie Eppes ha citato, tra le altre, le seguenti discipline: crittoanalisi, teoria della probabilità, teoria dei giochi, equazioni differenziali alle derivate parziali, teoria dei grafi, data mining e astrofisica.
Famosi scienziati e matematici sono menzionati nel telefilm, tra cui Archimede, Francis Bacon, Albert Einstein, Paul Erdős, Michael Faraday, Richard Feynman, Évariste Galois, Werner Heisenberg, Pierre-Simon Laplace, John von Neumann, Oskar Morgenstern, Isaac Newton, Alfréd Rényi, Bernhard Riemann, Edsger Dijkstra e Edward Witten.
Keith Devlin e Dr. Gary Lorden, un consulente del telefilm, hanno scritto un libro intitolato The Numbers Behind Numb3rs: Solving Crime with Mathematics, pubblicato il 28 agosto 2007 (ISBN 0-452-28857-6). In esso vengono spiegate alcune delle tecniche matematiche che sono state usate in reali indagini dell'FBI e di altri dipartimenti investigativi.